# Saint-Guiraud
Saint-Guiraud is een gemeente in het Franse departement Hérault (regio Occitanie) en telt 216 inwoners (2004). De plaats maakt deel uit van het arrondissement Lodève.

## Geografie
De oppervlakte van Saint-Guiraud bedraagt 6,1 km², de bevolkingsdichtheid is 35,4 inwoners per km².
De onderstaande kaart toont de ligging van Saint-Guiraud met de belangrijkste infrastructuur en aangrenzende gemeenten.

## Demografie
Onderstaande figuur toont het verloop van het inwonertal (bron: INSEE-tellingen).